# 安义公主
安义公主，隋文帝时宗室女，隋朝和亲公主。
据《隋书》记载，由于隋文帝担心大义公主会惹患，一心想将她致死。在突厥首领染干求婚之时，隋文帝让裴矩告知如果他能杀死大义公主就同意将隋朝公主婿配给他。
597年, 突厥首领染干杀死大义公主后，隋文帝按事先的约定将安义公主嫁给染干。 